# شعير روشفتزي
شعير روشفتزي (الاسم العلمي:Hordeum roshevitzii) هي نوع نباتي يتبع جنس الشعير من الفصيلة النجيلية.  